# Championnat d'Italie de hockey sur glace 2022-2023
 (signalé en mai 2025).
Si vous disposez d'ouvrages ou d'articles de référence ou si vous connaissez des sites web de qualité traitant du thème abordé ici, merci de compléter l'article en donnant les références utiles à sa vérifiabilité et en les liant à la section « Notes et références ».
- Archive Wikiwix
- Bing
- Cairn
- DuckDuckGo
- E. Universalis
- Gallica
- Google
- G. Books
- G. News
- G. Scholar
- Persée
- Qwant
- (zh) Baidu
- (ru) Yandex
- (wd) trouver des œuvres sur Wikidata

Saison précédente Saison suivante
Le saison 2022-2023 est la 89e édition du Championnat d'Italie de hockey sur glace et la septième à se jouer en parallèle de l'Alps Hockey League.

## Italian Hockey League - Elite

### Format
Les sept équipes italiennes engagées en Alps Hockey League prennent part à la compétition. Celles-ci jouent en matchs aller-retour. Les quatre premiers se qualifient pour le carré final. Le vainqueur est sacré champion d'Italie 2023.
A l'issue de la saison précédente le HC Asiago, champion en titre, rejoint la première division autrichienne, et ne concourt pas au titre de Champion d'Italie, à l'instar du HC Bolzano et du HC Val Pusteria. Il est remplacé par le Hockey Unterland Cavaliers.

### Équipes engagées
| Club                       | Ville                | Date de création | Classement 2021-2022 | Patinoire                           |
| -------------------------- | -------------------- | ---------------- | -------------------- | ----------------------------------- |
| Renon Sport                | Renon                | 1984             | 2e                   | Arena Ritten                        |
| HC Gherdeina               | Selva di Val Gardena | 1927             | 3e                   | Pranives Ice Stadium                |
| SG Cortina                 | Cortina d'Ampezzo    | 1924             | 4e                   | Stadio Olimpico del Ghiaccio        |
| HC Merano                  | Merano               | 1968             | 5e                   | MeranArena                          |
| HC Fassa                   | Canazei              | 1955             | 6e                   | Stadio del Ghiaccio Gianmario Scola |
| SSI Vipiteno Broncos       | Vipiteno             | 1948             | 7e                   | Disco Arena                         |
| Hockey Unterland Cavaliers | Egna                 | 2019             | 1er (IHL)            | WürthArena                          |

| SG Cortina HC Fassa HC Gherdeina HC Pustertal Renon Sport SSI Vipiteno Broncos HU Cavaliers |

### Qualification
| Clt   | Équipe                     | PJ | V | VP | VF | D | DP | DF | BP | BC | Diff | Pts |
| ----- | -------------------------- | -- | - | -- | -- | - | -- | -- | -- | -- | ---- | --- |
| +001, | Sportivi Ghiaccio Cortina  | 4  | 4 | 0  | 0  | 0 | 0  | 0  | 17 | 9  | +8   | 12  |
| +002, | HC Gherdeina               | 5  | 3 | 0  | 0  | 2 | 0  | 0  | 14 | 13 | +1   | 6   |
| +003, | Hockey Unterland Cavaliers | 3  | 2 | 0  | 0  | 1 | 0  | 0  | 11 | 6  | +5   | 6   |
| +004, | Renon Sport                | 3  | 2 | 0  | 0  | 1 | 0  | 0  | 10 | 5  | +5   | 6   |
| +005, | SSI Vipiteno Broncos       | 4  | 1 | 0  | 0  | 3 | 0  | 0  | 13 | 15 | -2   | 3   |
| +006, | HC Fassa                   | 2  | 0 | 0  | 0  | 2 | 0  | 0  | 4  | 10 | -6   | 0   |
| +007, | HC Merano                  | 3  | 0 | 0  | 0  | 3 | 0  | 0  | 2  | 13 | -11  | 0   |

- Qualifiés pour la série éliminatoire

## Italian Hockey League

### Équipes engagées
L'équipe du Hockey Unterland Cavaliers, champion en titre à l'issue des play-offs de la saison 2021-2022 est promu en Alps Hockey League. De fait, aucun club n'est relégué.  Le HC Valpellice est promu.
| Club            | Ville                         | Date de création | Classement 2021-2022 | Patinoire                           |
| --------------- | ----------------------------- | ---------------- | -------------------- | ----------------------------------- |
| Valdifiemme HC  | Cavalese                      | 1956             | 1er                  | Palazzetto del Ghiaccio di Cavalese |
| SV Caldaro      | Caldaro sulla Strada del Vino | 1962             | 2e                   | Palaghiaccio Caldaro                |
| HC Alleghe      | Alleghe                       | 1933             | 3e                   | Rienzstadion                        |
| AS Pergine      | Pergine Valsugana             | 1982             | 5e                   | Stadio del ghiaccio di Pergine      |
| HC Dobbiaco     | Dobbiaco                      | 1930             | 6e                   | Eisstadion Toblach                  |
| AS Côme         | Côme                          | 1971             | 7e                   | Palaghiaccio Casate                 |
| HC Varèse       | Varèse                        | 1977             | 8e                   | PalaAlbani                          |
| HC Bressanone   | Bressanone                    | 1987             | 9e                   | Palaghiaccio Bressanone             |
| HC Eppan Pirats | Eppan                         | 1981             | 10e                  | Stadio del ghiaccio                 |
| HC Valpellice   | Torre Pellice                 | 1934             | 1er (IHL-D1)         | Pala Cotta Morandini                |

| Cavalese Caldaro Alleghe Pergine Dobbiaco Côme Varèse Bressanone Eppan Torre Pellice |